# Cincinnati Masters
A Cincinnati Masters minden év augusztusában megrendezett tenisztorna az ohiói Masonben, Cincinnati városához közel. Jelenlegi hivatalosan szponzorált neve Western & Southern Open.
A férfiak versenye része az ATP World Tour Masters 1000-nek, a női WTA-verseny Premier 5 kategóriájú. A férfiak és a nők versenyén is 56 játékos vehet részt, az első nyolc kiemeltnek nem kell játszania az első körben. A mérkőzéseket szabadtéri, kemény borítású pályákon játsszák, a Lindner Family Tennis Centerben. A férfiak összdíjazása 5 627 305, a nőké 2 944 486 dollár.
Az első versenyt 1899-ben rendezték meg, ez a legrégibb olyan tenisztorna az Egyesült Államokban, amelyet ma is az eredeti helyszínen rendeznek meg. Ez alól kivétel volt a 2020. évi torna, amelyet a COVID–19-járvány miatt közvetlenül a US Open előtt, annak helyszínén Flushing Meadowsban rendeztek meg.

## Döntők (1968 óta)

### Férfi egyes
| Év   | Bajnok            | Ellenfél a döntőben | Eredmény a döntőben |
| ---- | ----------------- | ------------------- | ------------------- |
| 2025 | Carlos Alcaraz    | Jannik Sinner       | 5–0, feladta        |
| 2024 | Jannik Sinner     | Frances Tiafoe      | 7–6(4), 6–2         |
| 2023 | Novak Đoković     | Carlos Alcaraz      | 5–7, 7–6(7), 7–6(4) |
| 2022 | Borna Ćorić       | Sztéfanosz Cicipász | 7–6(0), 6–2         |
| 2021 | Alexander Zverev  | Andrej Rubljov      | 6–2, 6-3            |
| 2020 | Novak Đoković     | Miloš Raonić        | 1-6, 6–3, 6-4       |
| 2019 | Danyiil Medvegyev | David Goffin        | 7–6(3), 6–4         |
| 2018 | Novak Đoković     | Roger Federer       | 6–4, 6–4            |
| 2017 | Grigor Dimitrov   | Nick Kyrgios        | 6–3, 7–5            |
| 2016 | Marin Čilić       | Andy Murray         | 6–4, 7–5            |
| 2015 | Roger Federer     | Novak Đoković       | 7–6(1), 6–3         |
| 2014 | Roger Federer     | David Ferrer        | 6–3, 1–6, 6–2       |
| 2013 | Rafael Nadal      | John Isner          | 7–6(8), 7–6(3)      |
| 2012 | Roger Federer     | Novak Đoković       | 6–0, 7–6(7)         |
| 2011 | Andy Murray       | Novak Đoković       | 6–4, 3–0 feladta    |
| 2010 | Roger Federer     | Mardy Fish          | 6–7(5), 7–6(1), 6–4 |
| 2009 | Roger Federer     | Novak Đoković       | 6–1, 7–5            |
| 2008 | Andy Murray       | Novak Đoković       | 7–6(4), 7–6(5)      |
| 2007 | Roger Federer     | James Blake         | 6–1, 6–4            |
| 2006 | Andy Roddick      | Juan Carlos Ferrero | 6–3, 6–4            |
| 2005 | Roger Federer     | Andy Roddick        | 6–3, 7–5            |
| 2004 | Andre Agassi      | Lleyton Hewitt      | 6–3, 3–6, 6–2       |
| 2003 | Andy Roddick      | Mardy Fish          | 4–6, 7–6, 7–6       |
| 2002 | Carlos Moyà       | Lleyton Hewitt      | 7–5, 7–             |
| 2001 | Gustavo Kuerten   | Patrick Rafter      | 6–1, 6–3            |
| 2000 | Thomas Enqvist    | Tim Henman          | 7–6, 6–4            |
| 1999 | Pete Sampras      | Patrick Rafter      | 7–6, 6–3            |
| 1998 | Patrick Rafter    | Pete Sampras        | 1–6, 7–6, 6–4       |
| 1997 | Pete Sampras      | Thomas Muster       | 6–3, 6–4            |
| 1996 | Andre Agassi      | Michael Chang       | 7–6, 6–4            |
| 1995 | Andre Agassi      | Michael Chang       | 7–5, 6–2            |
| 1994 | Michael Chang     | Stefan Edberg       | 6–2, 7–5            |
| 1993 | Michael Chang     | Stefan Edberg       | 7–5, 0–6, 6–4       |
| 1992 | Pete Sampras      | Ivan Lendl          | 6–3, 3–6, 6–3       |
| 1991 | Guy Forget        | Pete Sampras        | 2–6, 7–6, 6–4       |
| 1990 | Stefan Edberg     | Brad Gilbert        | 6–1, 6–1            |
| 1989 | Brad Gilbert      | Stefan Edberg       | 6–4, 2–6, 7–6       |
| 1988 | Mats Wilander     | Stefan Edberg       | 3–6, 7–6, 7–6       |
| 1987 | Stefan Edberg     | Boris Becker        | 6–4, 6–1            |
| 1986 | Mats Wilander     | Jimmy Connors       | 6–4, 6–1            |
| 1985 | Boris Becker      | Mats Wilander       | 6–4, 6–2            |
| 1984 | Mats Wilander     | Anders Jarryd       | 7–6, 6–3            |
| 1983 | Mats Wilander     | John McEnroe        | 6–4, 6–4            |
| 1982 | Ivan Lendl        | Steve Denton        | 6–2, 7–6            |
| 1981 | John McEnroe      | Chris Lewis         | 6–3, 6–4            |
| 1980 | Harold Solomon    | Francisco González  | 7–6, 6–3            |
| 1979 | Peter Fleming     | Roscoe Tanner       | 6–4, 6–2            |
| 1978 | Eddie Dibbs       | Raul Ramirez        | 5–7, 6–3, 6–2       |
| 1977 | Harold Solomon    | Mark Cox            | 6–2, 6–3            |
| 1976 | Roscoe Tanner     | Eddie Dibbs         | 7–6, 6–3            |
| 1975 | Tom Gorman        | Sherwood Stewart    | 7–5, 2–6, 6–4       |
| 1974 | Marty Riessen     | Robert Lutz         | 7–6, 7–6            |
| 1973 | Ilie Năstase      | Manuel Orantes      | 5–7, 6–3, 6–4       |
| 1972 | Jimmy Connors     | Guillermo Vilas     | 6–3, 6–3            |
| 1971 | Stan Smith        | Juan Gisbert Sr     | 7–6, 6–3            |
| 1970 | Ken Rosewall      | Cliff Richey        | 7–9, 9–7, 8–6       |
| 1969 | Cliff Richey      | Allan Stone         | 6–1, 6–2            |
| 1968 | William Harris    | Tom Gorman          | 3–6, 6–2, 6–2       |

### Női egyes
| Év         | Bajnok                  | Ellenfél a döntőben     | Eredmény a döntőben     |
| ---------- | ----------------------- | ----------------------- | ----------------------- |
| 2025       | Iga Świątek             | Jasmine Paolini         | 7–5, 6–4                |
| 2024       | Arina Szabalenka        | Jessica Pegula          | 6–3, 7–5                |
| 2023       | Cori Gauff              | Karolína Muchová        | 6–3, 6–4                |
| 2022       | Caroline Garcia         | Petra Kvitová           | 6–2, 6–4                |
| 2021       | Ashleigh Barty          | Jil Teichmann           | 6–3, 6–1                |
| 2020       | Viktorija Azaranka      | Ószaka Naomi            | játék nélkül            |
| 2019       | Madison Keys            | Szvetlana Kuznyecova    | 7–5, 7–6(5)             |
| 2018       | Kiki Bertens            | Simona Halep            | 2-6, 7-6(6), 6-2        |
| 2017       | Garbiñe Muguruza        | Simona Halep            | 6–1, 6–0                |
| 2016       | Karolína Plíšková       | Angelique Kerber        | 6–3, 6–1                |
| 2015       | Serena Williams         | Simona Halep            | 6–3, 7–6(5)             |
| 2014       | Serena Williams         | Ana Ivanović            | 6–4, 6–1                |
| 2013       | Viktorija Azaranka      | Serena Williams         | 2–6, 6–2, 7–6(6)        |
| 2012       | Li Na                   | Angelique Kerber        | 1–6, 6–3, 6–1           |
| 2011       | Marija Sarapova         | Jelena Janković         | 4–6, 7–6(3), 6–3        |
| 2010       | Kim Clijsters           | Marija Sarapova         | 2–6, 7–6(4), 6–2        |
| 2009       | Jelena Janković         | Gyinara Szafina         | 6–4, 6–2                |
| 2008       | Nagyja Petrova          | Nathalie Dechy          | 6–2, 6–1                |
| 2007       | Anna Csakvetadze        | Morigami Akiko          | 6–1, 6–3                |
| 2006       | Vera Zvonarjova         | Katarina Srebotnik      | 6–2, 6–4                |
| 2005       | Patty Schnyder          | Morigami Akiko          | 6–4, 6–0                |
| 2004       | Lindsay Davenport       | Vera Zvonarjova         | 6–3, 6–2                |
| 1989– 2003 | Nem rendezték meg.      | Nem rendezték meg.      | Nem rendezték meg.      |
| 1988       | Barbara Potter          | Helen Kelesi            | 6–2, 6–2                |
| 1974– 1987 | Nem rendezték meg.      | Nem rendezték meg.      | Nem rendezték meg.      |
| 1973       | Evonne Goolagong Cawley | Chris Evert             | 6–2, 7–5                |
| 1972       | Margaret Court          | Evonne Goolagong Cawley | 3–6, 6–2, 7–5           |
| 1971       | Virginia Wade           | Linda Tuero             | 6–3, 6–3                |
| 1970       | Rosemary Casals         | Nancy Richey Gunter     | 6–3, 6–3                |
| 1969       | Lesley Turner Bowrey    | Gail Chanfreau          | 1–6, 7–5, 10–10 feladta |
| 1968       | Linda Tuero             | Tory Fretz              | 6–1, 6–2                |

### Páros győztesek
| Év   | Férfi páros győztesek                  | Női páros győztesek                   |
| ---- | -------------------------------------- | ------------------------------------- |
| 2025 | Nikola Mektić /Rajeev Ram              | Gabriela Dabrowski / Erin Routliffe   |
| 2024 | Marcelo Arévalo /Mate Pavić            | Asia Muhammad / Erin Routliffe        |
| 2023 | Máximo González /Andrés Molteni        | Alycia Parks / Taylor Townsend        |
| 2022 | Rajeev Ram /Joe Salisbury              | Ljudmila Kicsenok / Jeļena Ostapenko  |
| 2021 | Marcel Granollers /Horacio Zeballos    | Samantha Stosur / Csang Suaj          |
| 2020 | Pablo Carreño Busta /Alex de Minaur    | Květa Peschke / Demi Schuurs          |
| 2019 | Ivan Dodig / Filip Polášek             | Lucie Hradecká / Andreja Klepač       |
| 2018 | Jamie Murray / Bruno Soares            | Lucie Hradecká / Jekatyerina Makarova |
| 2017 | Pierre-Hugues Herbert / Nicolas Mahut  | Csan Jung-zsan / Martina Hingis       |
| 2016 | Ivan Dodig / Marcelo Melo              | Szánija Mirza / Barbora Strýcová      |
| 2015 | Daniel Nestor / Édouard Roger-Vasselin | Csan Hao-csing / Csan Jung-zsan       |
| 2014 | Bob Bryan / Mike Bryan                 | Raquel Kops-Jones / Abigail Spears    |
| 2013 | Bob Bryan / Mike Bryan                 | Hszie Su-vej / Peng Suaj              |
| 2012 | Robert Lindstedt / Horia Tecău         | Andrea Hlaváčková / Lucie Hradecká    |
| 2011 | Mahes Bhúpati / Lijendar Pedzs         | Vania King / Jaroszlava Svedova       |
| 2010 | Bob Bryan / Mike Bryan                 | Viktorija Azaranka / Marija Kirilenko |
| 2009 | Daniel Nestor / Nenad Zimonjić         | Cara Black / Liezel Huber             |
| 2008 | Bob Bryan / Mike Bryan                 | Marija Kirilenko / Nagyja Petrova     |
| 2007 | Jónátán Erlich / Andi Rám              | Bethanie Mattek / Szánija Mirza       |
| 2006 | Jonas Björkman / Makszim Mirni         | Maria Elena Camerin / Gisela Dulko    |
| 2005 | Jonas Björkman / Makszim Mirni         | Laura Granville / Abigail Spears      |
| 2004 | Mark Knowles / Daniel Nestor           | Jill Craybas / Marlene Weingärtner    |
| 2003 | Bob Bryan / Mike Bryan                 |                                       |
| 2002 | James Blake / Todd Martin              |                                       |
| 2001 | Mahes Bhúpati / Lijendar Pedzs         |                                       |
| 2000 | Todd Woodbridge / Mark Woodforde       |                                       |
| 1999 | Byron Black / Jonas Björkman           |                                       |
| 1998 | Mark Knowles / Daniel Nestor           |                                       |
| 1997 | Todd Woodbridge / Mark Woodforde       |                                       |
| 1996 | Mark Knowles / Daniel Nestor           |                                       |
| 1995 | Todd Woodbridge / Mark Woodforde       |                                       |
| 1994 | Alex O'Brien / Sandon Stolle           |                                       |
| 1993 | Andre Agassi / Petr Korda              |                                       |
| 1992 | Todd Woodbridge / Mark Woodforde       |                                       |
| 1991 | Ken Flach / Robert Seguso              |                                       |
| 1990 | Darren Cahill / Mark Kratzmann         |                                       |
| 1989 | Ken Flach / Robert Seguso              |                                       |
| 1988 | Rick Leach / Jim Pugh                  | Beth Herr / Candy Reynolds            |
| 1987 | Ken Flach / Robert Seguso              |                                       |
| 1986 | Mark Kratzmann / Kim Warwick           |                                       |
| 1985 | Stefan Edberg / Anders Järryd          |                                       |
| 1984 | Francisco González / Matt Mitchell     |                                       |
| 1983 | Victor Amaya / Tim Gullikson           |                                       |
| 1982 | Peter Fleming / John McEnroe           |                                       |
| 1981 | John McEnroe / Ferdi Taygan            |                                       |
| 1980 | Bruce Manson / Brian Teacher           |                                       |
| 1979 | Brian Gottfried / Ilie Năstase         |                                       |
| 1978 | Gene Mayer / Raúl Ramírez              |                                       |
| 1977 | John Alexander / Phil Dent             |                                       |
| 1976 | Stan Smith / Erik Van Dillen           |                                       |
| 1975 | Phil Dent / Cliff Drysdale             |                                       |
| 1974 | Dick Dell / Sherwood Stewart           |                                       |
| 1973 | John Alexander / Phil Dent             | Pat Walkden / Ilana Kloss             |
| 1972 | Bob Hewitt / Frew McMillan             | Rosie Casals / Gail Chanfreau         |
| 1971 | Stan Smith / Erik Van Dillen           | Helen Gourlay / Linda Tuero           |
| 1970 | Ilie Năstase / Ion Ţiriac              | Rosie Casals / Gail Chanfreau         |
| 1969 | Bob Lutz / Stan Smith                  | Kerry Harris / Valerie Ziegenfuss     |
| 1968 | Ron Goldman / William Brown            | Emilie Burrer / Linda Tuero           |